# Queen (album của Queen)
Queen là album phòng thu đầu tay của ban nhạc rock Queen Queen. Được phát hành vào ngày 13 tháng 7 năm 1973 bởi EMI Records ở Anh và Elektra Records ở Mỹ, nó được thu âm tại Trident Studios và De Lane Lea Music Center, London, với sự sản xuất của Roy Thomas Baker, John Anthony và chính các thành viên ban nhạc.
Album bị ảnh hưởng bởi nhạc heavy metal và progressive rock. Lời bài hát dựa trên nhiều chủ đề khác nhau, bao gồm văn hóa dân gian ("My Fairy King") và tôn giáo ("Jesus"). Ca sĩ chính Freddie Mercury đã viết năm trong số mười bài hát, tay guitar chính Brian May đã viết bốn bài hát (bao gồm "Do All Right", mà anh đã đồng sáng tác với đồng nghiệp ban nhạc Smile Tim Staffell), và tay trống Roger Taylor đã viết và hát "Modern Times Rock and Roll ". Bài hát cuối cùng trong album là phiên bản nhạc cụ ngắn của "Seven Sea of Rhye", phiên bản đầy đủ sẽ xuất hiện trong album thứ hai của ban nhạc, Queen II.